# Lituania ai Giochi della XXXIII Olimpiade
La Lituania ha partecipato ai Giochi della XXXIII Olimpiade, svoltisi a Parigi dal 26 luglio all'11 agosto 2024, con una delegazione di 50 atleti, 26 uomini e 24 donne, in 13 sport e 14 discipline.
I portabandiera alla cerimonia di apertura sono stati Justina Vanagaitė e Rytis Jasiūnas.

## Medagliere
| Riepilogo quotidiano | Riepilogo quotidiano | Riepilogo quotidiano | Riepilogo quotidiano | Riepilogo quotidiano | Riepilogo quotidiano |
| -------------------- | -------------------- | -------------------- | -------------------- | -------------------- | -------------------- |
| Giorno               | Data                 | Oro                  | Argento              | Bronzo               | Totale               |
| 8º                   | 3 agosto             | 0                    | 0                    | 1                    | 1                    |
| 10°                  | 5 agosto             | 0                    | 0                    | 1                    | 1                    |
| 12º                  | 7 agosto             | 0                    | 1                    | 0                    | 1                    |
| 14º                  | 9 agosto             | 0                    | 1                    | 0                    | 1                    |
| Totale               | Totale               | 0                    | 2                    | 2                    | 4                    |

### Per disciplina
| Sport            | Oro | Argento | Bronzo | Totale |
| ---------------- | --- | ------- | ------ | ------ |
| Atletica leggera | 0   | 1       | 0      | 1      |
| Break dance      | 0   | 1       | 0      | 1      |
| Canottaggio      | 0   | 0       | 1      | 1      |
| Pallacanestro    | 0   | 0       | 1      | 1      |
| Totale           | 0   | 2       | 2      | 4      |

### Medaglie
| Medaglia | Nome                                                                  | Sport         | Evento                    |
| -------- | --------------------------------------------------------------------- | ------------- | ------------------------- |
| Argento  | Mykolas Alekna                                                        | Skateboard    | Lancio del disco maschile |
| Argento  | Dominika Banevič                                                      | Break dance   | B-Girls                   |
| Bronzo   | Viktorija Senkutė                                                     | Canottaggio   | Singolo femminile         |
| Bronzo   | Evaldas Džiaugys Gintautas Matulis Aurelijus Pukelis Šarūnas Vingelis | Pallacanestro | 3x3 maschile              |

### Statistiche

#### Medaglie per genere
| Sesso      | Oro | Argento | Bronzo | Totale |
| ---------- | --- | ------- | ------ | ------ |
| Uomini     | 0   | 1       | 1      | 2      |
| Donne      | 0   | 1       | 1      | 0      |
| Gare miste | 0   | 0       | 0      | 0      |

## Delegazione
| Sport              | Uomini | Donne | Totale |
| ------------------ | ------ | ----- | ------ |
| Atletica leggera   | 4      | 7     | 11     |
| Beach volley       | 0      | 2     | 2      |
| Break dance        | 0      | 1     | 1      |
| Canoa/kayak        | 5      | 0     | 5      |
| Canottaggio        | 3      | 5     | 8      |
| Ciclismo           | 1      | 1     | 2      |
| Equitazione        | 0      | 1     | 1      |
| Ginnastica         | 1      | 1     | 2      |
| Lotta              | 1      | 0     | 1      |
| Nuoto              | 1      | 1     | 2      |
| Pallacanestro 3x3  | 5      | 2     | 7      |
| Pentathlon moderno | 0      | 2     | 2      |
| Vela               | 1      | 1     | 2      |
| Totale             | 26     | 24    | 50     |

## Risultati

### Atletica leggera
Gli atleti lituani della nazionale di atletica leggera hanno raggiunto gli standard di ingresso per Parigi 2024, superando il punteggio di qualificazione diretta (o il tempo per le gare su pista e su strada) o la classifica mondiale, nei seguenti eventi (un massimo di 3 atleti ciascuno).
| Q | Qualificato al turno successivo per la posizione in qualificazione                                                           |
| q | Qualificato per il turno successivo per ripescaggio o, negli eventi su campo, conquistando la misura minima per qualificarsi |

Eventi su pista e strada
Femminile
| Atleta              | Evento          | Batterie  | Batterie  | Ripescaggio | Ripescaggio | Semifinale      | Semifinale      | Finale          | Finale          |
| Atleta              | Evento          | Risultato | Posizione | Risultato   | Posizione   | Risultato       | Posizione       | Risultato       | Posizione       |
| ------------------- | --------------- | --------- | --------- | ----------- | ----------- | --------------- | --------------- | --------------- | --------------- |
| Gabija Galvydytė    | 800 metri piani | 1:59.18   | 4         | 2:00.66     | 4           | non qualificata | non qualificata | non qualificata | non qualificata |
| Modesta Morauskaitė | 400 metri piani | 52.00     | 8         | 51.33       | 4           | non qualificata | non qualificata | non qualificata | non qualificata |

Eventi su campo
Maschile
| Atleta            | Evento                 | Qualificazione | Qualificazione | Finale          | Finale          |
| Atleta            | Evento                 | Risultato      | Posizione      | Risultato       | Posizione       |
| ----------------- | ---------------------- | -------------- | -------------- | --------------- | --------------- |
| Mykolas Alekna    | Lancio del disco       | 67.47          | 1 Q            | 69.97           | Argento         |
| Andrius Gudžius   | Lancio del disco       | 64.07          | 10 Q           | 66.55           | 8               |
| Martynas Alekna   | Lancio del disco       | 58.66          | 28             | non qualificato | non qualificato |
| Edis Matusevičius | Lancio del giavellotto | 79.40          | 21             | non qualificato | non qualificato |

Femminile
| Atleta            | Evento                 | Qualificazione | Qualificazione | Finale          | Finale          |
| Atleta            | Evento                 | Risultato      | Posizione      | Risultato       | Posizione       |
| ----------------- | ---------------------- | -------------- | -------------- | --------------- | --------------- |
| Ieva Gumbs        | Lancio del disco       | 60.37          | 22             | non qualificata | non qualificata |
| Airinė Palšytė    | Salto in alto          | 1.88           | 15             | non qualificata | non qualificata |
| Dovilė Kilty      | Salto triplo           | 13.64          | 25             | non qualificata | non qualificata |
| Diana Zagainova   | Salto triplo           | 12.86          | 30             | non qualificata | non qualificata |
| Liveta Jasiūnaitė | Lancio del giavellotto | 58.35          | 25             | non qualificata | non qualificata |

### Beach volley
La Lituania è stata rappresentata alle gare di Beach volley alle Olimpiadi di Parigi 2024 dalla coppia femminile composta da Monika Paulikienė e Ainė Raupelytė, qualificatesi ai Giochi olimpici sulla base del Ranking Olimpico di Beach Volley della FIBV.
Femminile
|  | Naz.                | Ruolo | Sportivo          | Anno | Alt.   |  |  |  |
|  | ------------------- | ----- | ----------------- | ---- | ------ |  |  |  |
|  | Lituania (bandiera) |       | Monika Paulikienė | 1994 |        |  |  |  |
|  | Lituania (bandiera) |       | Ainė Raupelytė    | 2000 | 1,97 m |  |  |  |

Resoconto
| Atlete                           | Evento           | Fase a gironi             | Fase a gironi         | Fase a gironi          | Fase a gironi | Ottavi               | Quarti               | Semifinale           | Finale / MB          | Finale / MB |
| Atlete                           | Evento           | Avversario Punteggio      | Avversario Punteggio  | Avversario Punteggio   | Pos.          | Avversario Punteggio | Avversario Punteggio | Avversario Punteggio | Avversario Punteggio | Pos.        |
| -------------------------------- | ---------------- | ------------------------- | --------------------- | ---------------------- | ------------- | -------------------- | -------------------- | -------------------- | -------------------- | ----------- |
| Monika Paulikienė Ainė Raupelytė | Torneo femminile | Paesi Bassi P 19-21,17-21 | Brasile P 13-21,14-21 | Giappone P 11-21, 5-21 | 4             | non qualificate      | non qualificate      | non qualificate      | non qualificate      | 19          |

| Girone E | Girone E               | Girone E | Girone E | Girone E | Girone E | Girone E | Girone E | Girone E | Girone E | Girone E | Girone E |
| Pos.     | Coppie                 | Pt       | G        | V        | P        | Sv       | Sp       | Sr       | Pv       | Pp       | Pr       |
| -------- | ---------------------- | -------- | -------- | -------- | -------- | -------- | -------- | -------- | -------- | -------- | -------- |
| 1        | Carol – Bárbara        | 6        | 3        | 3        | 0        | 6        | 1        | 6.000    | 140      | 113      | 1.239    |
| 2        | Stam – Schoon          | 5        | 3        | 2        | 1        | 5        | 2        | 2.500    | 139      | 122      | 1.139    |
| 3        | Akiko – Ishii          | 4        | 3        | 1        | 2        | 2        | 4        | 0.500    | 103      | 100      | 1.030    |
| 4        | Paulikienė – Raupelytė | 3        | 3        | 0        | 3        | 0        | 6        | 0.000    | 79       | 126      | 0.627    |

Fase a gironi
| Parigi 28 luglio 2024, ore 11:00 UTC+2 | Stam – Schoon                    | 2 – 0 (21-19; 21-17) referto | Paulikienė-Raupelytė | Eiffel Tower Stadium, Campo di Marte (10 656 spett.)\| Arbitri: \| Agnieszka Myszkowska José Padron \| |
| Arbitri:                               | Agnieszka Myszkowska José Padron |                              |                      | |

| Parigi 30 luglio 2024, ore 16:00 UTC+2 | Carol – Bárbara               | 2 – 0 (21-13; 21-14) referto | Paulikienė – Raupelytė | Eiffel Tower Stadium, Campo di Marte (10 795 spett.)\| Arbitri: \| Davide Crescentini Wang Lijun \| |
| Arbitri:                               | Davide Crescentini Wang Lijun |                              |                        | |

| Parigi 2 agosto 2024, ore 09:00 UTC+2 | Paulikienė – Raupelytė    | 2 – 0 (11-21; 5-21) referto | Akiko – Ishii | Eiffel Tower Stadium, Campo di Marte (9 626 spett.)\| Arbitri: \| Giovanni Bake Robert Leko \| |
| Arbitri:                              | Giovanni Bake Robert Leko |                             |               |                                                                                                |

 Paulikienė – Raupelytė: Eliminate alla fase a gironi.

### Break dance
La Lituania è stata rappresentanta nelle gare di break dance ai Giochi Olimpici di Parigi 2024 dalla ballerina Dominika Banevič, in arte Nicka, qualificatasi ai Giochi dopo aver vinto i Campionati mondiali WDSF del 2023 tenutisi a Lovanio, in Belgio.
Resoconto
| Atleta                   | Evento  | Fase a gruppi | Fase a gruppi | Quarti                 | Semifinale           | Finale / MB          | Finale / MB |
| Atleta                   | Evento  | Voti          | Pos.          | Avversario Punteggio   | Avversario Punteggio | Avversario Punteggio | Pos.        |
| ------------------------ | ------- | ------------- | ------------- | ---------------------- | -------------------- | -------------------- | ----------- |
| Dominika Banevič (Nicka) | B-Girls | 42            | 1 Q           | Ying Zi V 3 (26)–0 (1) | 671 V 2 (18)–1 (9)   | Ami L 0 (11)–3 (16)  | Argento     |

### Canoa/kayak

#### Velocità
Maschile
| Atleta                                                             | Evento    | Batterie | Batterie | Quarti  | Quarti | Semifinali      | Semifinali      | Finale          | Finale |
| Atleta                                                             | Evento    | Tempo    | Pos.     | Tempo   | Pos.   | Tempo           | Pos.            | Tempo           | Pos.   |
| ------------------------------------------------------------------ | --------- | -------- | -------- | ------- | ------ | --------------- | --------------- | --------------- | ------ |
| Andrej Olijnik                                                     | K1 1000 m | 3'38"02  | 4 QF     | 3'36"72 | 4      | non qualificato | non qualificato | non qualificato | 20     |
| Mindaugas Maldonis Andrej Olijnik                                  | K2 500 m  | 1'31"27  | 4 QF     | 1'30"30 | 5      | non qualificato | non qualificato | non qualificato | 19     |
| Simonas Maldonis Mindaugas Maldonis Ignas Navakauskas Artūras Seja | K4 500 m  | 1'21"51  | 3 QF     | 1'21"09 | 6 SF   | 1'21"27         | 3 FA            | 1'21"13         | 5      |

Legenda Qualificazioni: FA - Qualificato/a alla finale a medaglie; FB - Qualificato/a alla finale B (no medaglie); SF - Qualificato/a alle semifinali; QF - Qualificato/a ai quarti di finale

### Ciclismo su strada

#### Femminile
Lithuania entered one female rider to compete in the road race events at the Olympics, through the re-allocation of unused quota places via the establishment of UCI Nation Ranking.
| Atleta         | Evento         | Tempo   | Posizione |
| -------------- | -------------- | ------- | --------- |
| Rasa Leleivytė | Corsa in linea | 4h04"23 | 20        |

### Ciclismo su pista

#### Maschile
Velocità
| Atleta           | Evento   | Qualificazioni        | Qualificazioni | Trentaduesimi                    | Ripescaggi                       | Sedicesimi                       | Ripescaggi                       | Ottavi                           | Ripescaggi                       | Quarti                           | Semifinali                       | Finale / MB                      | Finale / MB     |
| Atleta           | Evento   | Tempo Velocità (km/h) | Pos.           | Avversario Tempo Velocità (km/h) | Avversario Tempo Velocità (km/h) | Avversario Tempo Velocità (km/h) | Avversario Tempo Velocità (km/h) | Avversario Tempo Velocità (km/h) | Avversario Tempo Velocità (km/h) | Avversario Tempo Velocità (km/h) | Avversario Tempo Velocità (km/h) | Avversario Tempo Velocità (km/h) | Pos.            |
| ---------------- | -------- | --------------------- | -------------- | -------------------------------- | -------------------------------- | -------------------------------- | -------------------------------- | -------------------------------- | -------------------------------- | -------------------------------- | -------------------------------- | -------------------------------- | --------------- |
| Vasilijus Lendel | Velocità | 9"581 75.149          | 19 Q           | Hoogland P 10"055 72.486         | Sahrom Dakin V 9"824 73.290      | Richardson P 10"339 75.973       | Turnbull LP 10"111 71.521        | non qualificato                  | non qualificato                  | non qualificato                  | non qualificato                  | non qualificato                  | non qualificato |

Legenda: Q - Qualificato/a al turno successivo
Keirin
| Atleta           | Evento | Primo turno | Ripescaggi | Quarti          | Semifinali      | Finale          |
| Atleta           | Evento | Posizione   | Posizione  | Posizione       | Posizione       | Posizione       |
| ---------------- | ------ | ----------- | ---------- | --------------- | --------------- | --------------- |
| Vasilijus Lendel | Keirin | 5 R         | 4          | non qualificato | non qualificato | non qualificato |

Legenda: R - Accede ai ripescaggi

#### Femminile
Omnium
| Atleta            | Evento | Scratch race | Scratch race | Corsa a tempo | Corsa a tempo | Corsa a eliminazione | Corsa a eliminazione | Corsa a punti | Corsa a punti | Punti totali | Classifica |
| Atleta            | Evento | Pos.         | Punti        | Pos.          | Punti         | Pos.                 | Punti                | Pos.          | Punti         | Punti totali | Classifica |
| ----------------- | ------ | ------------ | ------------ | ------------- | ------------- | -------------------- | -------------------- | ------------- | ------------- | ------------ | ---------- |
| Olivija Baleišytė | Omnium | 7            | 28           | 14            | 14            | 13                   | 16                   | 7             | 22            | 80           | 11         |

### Equitazione

#### Dressage
| Atleta            | Cavallo | Evento      | Grand Prix | Grand Prix | Grand Prix Freestyle | Grand Prix Freestyle | Generale  | Generale  |
| Atleta            | Cavallo | Evento      | Punteggio  | Posizione  | Tecnica              | Artistica            | Punteggio | Posizione |
| ----------------- | ------- | ----------- | ---------- | ---------- | -------------------- | -------------------- | --------- | --------- |
| Justina Vanagaitė | Nabab   | Individuale | 69.208     | 6          | non qualificata      | non qualificata      | 69.208    | 38        |

#### Salto ostacoli
| Atleta           | Cavallo  | Evento      | Qualificazione | Qualificazione | Finale          | Finale          | Finale          |
| Atleta           | Cavallo  | Evento      | Penalità       | Pos.           | Penalità        | Tempo           | Pos.            |
| ---------------- | -------- | ----------- | -------------- | -------------- | --------------- | --------------- | --------------- |
| Andrius Petrovas | Linkolns | Individuale | Ritirato       | Ritirato       | non qualificato | non qualificato | non qualificato |

### Ginnastica

#### Ginnastica artistica
Maschile

| Atleta          | Evento               | Qualificazione | Qualificazione | Qualificazione | Qualificazione | Qualificazione | Qualificazione | Qualificazione | Qualificazione | Finale          | Finale          | Finale          | Finale          | Finale          | Finale          | Finale          | Finale          |
| Atleta          | Evento               | Attrezzo       | Attrezzo       | Attrezzo       | Attrezzo       | Attrezzo       | Attrezzo       | Totale         | Posizione      | Attrezzo        | Attrezzo        | Attrezzo        | Attrezzo        | Attrezzo        | Attrezzo        | Totale          | Posizione       |
| Atleta          | Evento               | CL             | C              | A              | V              | P              | S              | Totale         | Posizione      | CL              | C               | A               | V               | P               | S               | Totale          | Posizione       |
| --------------- | -------------------- | -------------- | -------------- | -------------- | -------------- | -------------- | -------------- | -------------- | -------------- | --------------- | --------------- | --------------- | --------------- | --------------- | --------------- | --------------- | --------------- |
| Robert Tvorogal | Concorso individuale | N.D.           | N.D.           | N.D.           | N.D.           | 13.166         | 13.833         | N.D.           | N.D.           | non qualificato | non qualificato | non qualificato | non qualificato | non qualificato | non qualificato | non qualificato | non qualificato |

### Nuoto

#### Maschile
| Atleta                                                         | Evento              | Batterie | Batterie | Semifinali      | Semifinali      | Finale          | Finale          |
| Atleta                                                         | Evento              | Tempo    | Pos.     | Tempo           | Pos.            | Tempo           | Pos.            |
| -------------------------------------------------------------- | ------------------- | -------- | -------- | --------------- | --------------- | --------------- | --------------- |
| Danas Rapšys                                                   | 100 m stile libero  | 48"53    | 20       | non qualificato | non qualificato | non qualificato | non qualificato |
| Danas Rapšys                                                   | 200 m stile libero  | 1'45"91  | 2 Q      | 1:45.48         | 6 Q             | 1:45.46         | 5               |
| Danas Rapšys                                                   | 400 m stile libero  | 3'46"27  | 10       | N.D.            | N.D.            | non qualificato | non qualificato |
| Andrius Šidlauskas                                             | 100 m rana          | 1'00"29  | 20       | non qualificato | non qualificato | non qualificato | non qualificato |
| Aleksas Savickas                                               | 200 m rana          | 2'11"53  | 19       | non qualificato | non qualificato | non qualificato | non qualificato |
| Danas Rapšys Tomas Navikonis Tomas Lukminas Andrius Šidlauskas | 4x200m stile libero | 7'16"61  | 15       | N.D.            | N.D.            | non qualificati | non qualificati |

#### Femminile
| Atleta              | Evento     | Batterie | Batterie | Semifinali | Semifinali | Finale          | Finale          |
| Atleta              | Evento     | Tempo    | Pos.     | Tempo      | Pos.       | Tempo           | Pos.            |
| ------------------- | ---------- | -------- | -------- | ---------- | ---------- | --------------- | --------------- |
| Rūta Meilutytė      | 100 m rana | 1'06"34  | 10 Q     | 1:06.89    | 11         | non qualificata | non qualificata |
| Kotryna Teterevkova | 100 m rana | 1'06"76  | 15 Q     | 1:07.48    | 16         | non qualificata | non qualificata |
| Kotryna Teterevkova | 200 m rana | 2'24"59  | 10 Q     | 2:23.42    | 7 Q        | 2:23.75         | 5               |

### Pallacanestro

#### Torneo 3x3
Maschile

La nazionale lituana di pallacanestro 3x3 si è qualificata alle Olimpiadi di Parigi 2024 avendo concluso al secondo posto il torneo preolimpico, svoltosi a Debrecen, Ungheria, dal 16 al 19 maggio 2024.
Resoconto
| Squadra  | Evento       | Fase a gruppi        | Fase a gruppi        | Fase a gruppi        | Fase a gruppi        | Fase a gruppi        | Fase a gruppi        | Fase a gruppi        | Fase a gruppi | Quarti               | Semifinale           | Finale / MB          | Finale / MB |
| Squadra  | Evento       | Avversario Punteggio | Avversario Punteggio | Avversario Punteggio | Avversario Punteggio | Avversario Punteggio | Avversario Punteggio | Avversario Punteggio | Pos.          | Avversario Punteggio | Avversario Punteggio | Avversario Punteggio | Pos.        |
| -------- | ------------ | -------------------- | -------------------- | -------------------- | -------------------- | -------------------- | -------------------- | -------------------- | ------------- | -------------------- | -------------------- | -------------------- | ----------- |
| Lituania | 3x3 maschile | Lettonia P 14–21     | Francia P 20–21      | Polonia V 21–12      | Stati Uniti V 20–18  | Cina V 21–16         | Paesi Bassi P 18-19  | Serbia V 20-18       | 3             | Polonia V 21–15      | Paesi Bassi P 9-20   | Lettonia V 21-18     | Bronzo      |

Rosa della squadra
La rosa è stata ufficializzata l'11 luglio 2024, ed è stata composta come segue:
- Evaldas Džiaugys
- Gintautas Matulis
- Aurelijus Pukelis
- Šarūnas Vingelis

Fase a gruppi
| Pos | Squadra     | G | V | P | PF  | PS  | DP  | Qualificazione   |
| --- | ----------- | - | - | - | --- | --- | --- | ---------------- |
| 1   | Lettonia    | 7 | 7 | 0 | 147 | 103 | +44 | Semifinali       |
| 2   | Paesi Bassi | 7 | 5 | 2 | 133 | 112 | +21 | Semifinali       |
| 3   | Lituania    | 7 | 4 | 3 | 134 | 125 | +9  | Quarti di finale |
| 4   | Serbia      | 7 | 4 | 3 | 129 | 123 | +6  | Quarti di finale |
| 5   | Francia (H) | 7 | 3 | 4 | 131 | 132 | −1  | Quarti di finale |
| 6   | Polonia     | 7 | 2 | 5 | 116 | 139 | −23 | Quarti di finale |
| 7   | Stati Uniti | 7 | 2 | 5 | 116 | 138 | −22 |                  |
| 8   | Cina        | 7 | 1 | 6 | 107 | 141 | −34 |                  |

1. 1 2  Lituania 20–18 Serbia
2. 1 2  Stati Uniti 17–19 Polonia

Risultati
Orario di Parigi (UTC+2).
| Arbitri: | Edmond Ho Shi Qirong |

|                     |       |           |
| Džiaugys, Pukelis 7 | Punti | Rambaut 9 |

| Arbitri: | Markos Michaelides Deanna Jackson |

|             |       |           |
| Džiaugys 10 | Punti | Bogucki 6 |

| Arbitri: | Edmond Ho Najib Chajiddine |

|         |       |           |
| Barry 9 | Punti | Pukelis 7 |

| Arbitri: | Marek Maliszewski Brigitta Csabai-Kaskötő |

|            |       |        |
| Džiaugys 9 | Punti | Zhao 6 |

| Arbitri: | Deanna Jackson Jasmina Juras |

|           |       |           |
| De Jong 6 | Punti | Pukelis 7 |

| Arbitri: | Markos Michaelides Vlad Ghizdareanu |

|            |       |                |
| Pukelis 10 | Punti | Majstorović 10 |

Fase a eliminazione diretta
Quarti di finale
| Arbitri: | Jasmina Juras Najib Chajiddine |

|                      |       |              |
| Džiaugys, Vingelis 9 | Punti | Sokołowski 7 |

Semifinali
| Arbitri: | Markos Michaelides Deanna Jackson |

|           |       |           |
| De Jong 8 | Punti | Pukelis 4 |

Finale per la medaglia di bronzo
| Arbitri: | Markos Michaelides Deanna Jackson |

|            |       |            |
| Lasmanis 9 | Punti | Vingelis 9 |